# Castle Crashers
『Castle Crashers』（キャッスル・クラッシャーズ）は、The Behemothから2008年8月27日にXbox Live Arcade、2010年8月31日（日本では同年11月25日）にPlayStation Network、2012年9月27日にSteam内で発売されたベルトスクロールアクションゲーム。
本作はコミカルな2Dグラフィックスで描かれている一方、体の一部が切断されるようなグロテスクな表現や、糞尿を撒き散らす下品な表現が含まれる。
また、一部の簡潔な説明書きを除き、ストーリーに関することは言葉で語られることはなく、アニメーションのみで伝えられている。
2019年、本作のリマスター版が発売予定であることが明らかにされた。

## システム
本作はプレイヤーは4人の騎士となり、クリスタルの奪還とお姫様の救出を目指して、立ちふさがる敵を倒して進んでいく内容となっている。
本作は、ベルトスクロールアクションゲームだが、武器の変更や経験値によるレベルアップなど、一部にロールプレイングゲームの要素を有している。キャラクタは腕力・魔法力・体力・素早さを好みに割り振って成長させることができる。また道中では新たな武器やお供の動物（アニマルオーブ）を入手できることがあり、プレイヤーの能力を変化させたり、戦闘を有利にしたりしてくれる。
オンライン・オフラインともに4人同時協力プレイでストーリーを進めることができる。倒れた仲間を助けあったり、時にはお姫様を賭けて争ったりしながら楽しむことができる。
また、通常のストーリーモードに加え、プレイヤー同士で対戦を行うアリーナモードと、Xbox 360とPS3によって遊べるものが異なる専用モードが用意されている。Xbox 360版はボタン連打を競う「食べ放題モード」、PS3版はボールを地面に落とさないよう打ち合う「バレーボールモード」がプレイ可能。

## 登場キャラクター
本作に登場するキャラクターは、ボスなどの一部をのぞき、条件を満たすことで自分でも操作出来るようになる。

### 味方キャラ
グリーンナイト
最初から選択出来る緑色の兵士。毒の魔法を使う。毒の魔法はスリップダメージを与える事が出来るが、一部通用しない敵も居る。
レッドナイト
最初から選択出来る赤色の兵士。雷の魔法を使う。雷の魔法はその場で放電し続けることができ、連続して敵に当てることでかなりの威力を出せる。
ブルーナイト
最初から選択出来る青色の兵士。氷の魔法を使う。氷の魔法は敵を拘束するのでコンボを繋ぎやすい。
オレンジナイト
最初から選択出来る橙色の兵士。炎の魔法を使う。炎の魔法はほとんどの敵にスリップダメージを与えられるが、毒の魔法と比べて与えられる量が少ない。
グレーナイト
味方NPCとしても良く見る灰色の一般兵。魔法の代わりに爆弾や弓矢での遠距離攻撃を使う。
グレーナイト2
兜から素顔が見えるグレーナイト。基本性能はグレーナイトと同じだが、使用する魔法が一部異なる。
王さま
王国の長であり、NPCとしても頻繁に登場する。作中で唯一回復魔法を使う事が出来る。
農民
湿地帯などで援護してくれる一般人。盗賊の様に弓矢や投げナイフを使う。
一般市民
農民同様湿地帯などで援護してくれる。性能は農民と変わり無い。

### 使用可能な敵キャラクター
バーバリアン
王国を襲い、戦争を引き起こす切っ掛けとなった蛮族達。魔法の代わりに投げ斧での攻撃をする。
盗賊
装着しているマスクが「＊」の形に食い込んだ盗賊。弓矢や投げナイフを使う他、敵の時でもアイテムを拾ってしまう。
剣士
産業城の兵士。丸鋸を投げたり鋸を地面から発生させる他、敵の時は爆弾も使用する。
養蜂者
蜂を召喚して攻撃する。弓矢と違って画面に出た時点で攻撃判定が存在するが、蜂では箱などを壊す事が出来ない。
実業家
産業城に登場する青い兵士。攻撃は剣士と同じ。
名前が「実業家」なのは、産業城（Industrial Castle）で働く者＝実業家（Industrialist）と掛けた洒落だと思われる。
エイリアン
「Alien Hominid」の主人公。魔法ではなく専用の銃による攻撃をする。このキャラは武器を変更することが出来ず、拾っても消滅してしまう。
ブルート
産業城の緑の兵士。植物の魔法を使うが、敵としてはマッチョな状態でしか登場しない。
スネーキー
湿地帯に登場する緑の兵士。植物の魔法と投げナイフを使う。
サラセン
砂漠に登場するアラビア兵の様な兵士。砂の魔法を使い、自身を竜巻化して体当たり出来る。
近衛兵
砂漠に登場する、顔が大量の鎖で隠されている兵士。グレーナイト同様爆弾や弓矢を使う。
ストーブフェイス
石炭ストーブの様な兜を被った兵士。弓矢の他に曲刀を投げてくる事がある。
クマ
川の付近で登場する白い熊。竜巻化して突進する攻撃が使えるが、雑魚の方は使わない。また弓矢が矢ではなく魚の干物になっている。
コーンヘッド
三角形の兜を被った兵士。グレーナイトや近衛兵と同じ。
スケルトン
そのまんまな骸骨。灰色の煙による魔法や骨の矢を使う。ネクロマンサーの魔法では敵に突撃して爆散する。
ファイアーデーモン
オレンジナイトと同様に炎の魔法を使うが、オレンジナイトと違って一部の技には属性が無い。敵として登場するときは落下ダメージを無効化し、炎属性のダメージをほとんど受けない。
アイスキモー
エスキモーの盗賊。ブルーナイトと同じ氷の魔法を使うが、空中魔法がツララ落としじゃなかったり雪玉でしか凍結させれなかったりで微妙に弱体化している。
忍者
海賊船で待ち伏せており、船で砂漠に行こうとしたプレイヤー達に襲い掛かってくる。手裏剣や煙幕を使う他、こちらの攻撃を変わり身の術で避けてくる。
ちなみに、左手に持っているものはマグカップ。
狂信者
最終ステージに登場する魔術師。魔法や弓矢がスケルトンの物に似ている。敵の時は魔法のダメージをほぼ無効化するが、プレイヤー版は普通に食らう。

### 使用不可能な敵キャラクター
この項目のキャラクタは通常のキャラとは体格などに違いが見られる事が多い。
インプ
小さい魔物。特定のステージでお金の袋が出てくると現れ、それを持ち去ろうとする。攻撃はしてこない。
トロール
毛むくじゃらの真っ黒い姿をした敵キャラ。棒きれを持って戦う。
カエル
川下りをするステージでのみ登場する敵。プレイヤーを飛び越える様に飛び掛る他、攻撃を受けると突進で反撃してくる。
コウモリ
噛み付いて行動を封じてくる。HPは1しか無い。
スライム
洞窟で出現する敵キャラ。頭に取り付いて行動を封じてくる。毒や凍結などの状態変化を一切受け付けない。
蜂
普通に二足歩行もする蜂。養蜂家によって召喚される。
サソリ
砂漠でフィールドを横切ってくるサソリ。近づくと刺してくる。HPは1しか無いが無限湧き。
デザートバグ
蟻地獄のようにプレイヤーを引きずり込もうとする敵。通常時は毒液を吐いて攻撃する。捕まると捕食されてHPを削られてしまう。
デザートビートル
地中に潜って無敵状態になることがある敵。体力も高めなので厄介。
スピアフィッシュ
銛を持った魚人。槍を使ったり、口から毒息を吐いて攻撃してくる。何回か攻撃されると前後どちらかに大ジャンプして仕切りなおそうとする。
産業王子
産業城の王子。自分では直接戦わず、産業機械に乗り込んでいる。産業機械を破壊すると攫った姫をイビルウィザードに引き渡して自分も逃げようとするが、拒否されてしまう。最後はプレイヤーに殴られて城のバルコニーから落下してしまい、そのまま消息不明になる。

### ボスキャラクター
戦車
バーバリアン達の戦車。突撃しながら砲弾を撃ち上げたり、搭乗していたバーバリアンを戦闘に乱入させたりする。
バーバリアンボス
バーバリアン達のボスで、トゲ付きの大型盾を背負った巨大なバーバリアン。パンチや盾による攻撃の他、謎の液体を飲んだ後火を噴きながら後ろに体当たりをしたりする。
トロールマザー
普通のトロールとは違い、四角形に足だけが付いたような姿をしている。一切攻撃はせず、トロールを発生させながら逃げ回る。
ナマズ
クマボスが操る半猫半魚の巨大な怪物。毛玉吐き、パンチの他、水の中から手だけを出して殴ったり、泳いで突進して攻撃する。
普段はほとんど攻撃が通じず、後方の船を護衛し支援砲撃を成功させる事で一時的にまともにダメージが与えられる様になる。
名前が「ナマズ」なのは、ナマズを意味する「catfish」と掛けた洒落だと思われる。
クマボス
旗を背負っているクマ。竜巻と化しての体当たりが主な攻撃。ボスとして出るのは最初の1回だけであり、その時はアニマルオーブの「Rammy」を連れている。
コウモリボス
巨大なコウモリ。飛びながら糞尿を撒き散らしたり、ベロによる打撃をしてくる。倒すとアニマルオーブの「Biety Bat」になる。
トロールボス
非常に巨大なトロールで、最初に登場するときは倒すことが出来ない。再登場したときは目からビームを放ってくる。
コーンヘッドボス
燕尾服を着たコーンヘッド。定期的にパイプオルガンから爆弾を連射する攻撃を行い、その最中は無敵。
サイクロプス
大柄な一つ目の兵士。両手のナイフを突き刺したり、投げナイフで攻撃してくる。コーンヘッドボスと何らかの関係があるらしく、コーンヘッドボスが死んだ時には涙を流し、その後棺桶にも入れてあげている。
火山
顔の付いた火山。攻撃は火山弾を発射するだけだが、サンドイッチを使用して変身した状態でないとダメージを与えられない。
(靴下人形付き)ドラゴン
左手に靴下人形をはめて2体居るように見せかけている巨大なドラゴン。炎の息と左手による落石、押しつぶしで攻撃してくる。
産業機械
産業城の奥に設置された大型機械。産業王子が操作しており、4本の電撃発射装置、電撃床、巨大機械腕、氷弾連射装置、火炎放射器、毒弾発射装置を駆使して襲い掛かってくる。
ミニUFO
小型の宇宙船。エイリアンを召喚する他、石材を落としてくる。
コーンボス
巨大なトウモロコシの怪物。地面に隠れることができる。パンチ、回転攻撃で攻撃してくる。攻撃するとHPが1回復するポップコーンを出す。
メドゥーサ
女性の上半身と蛇の髪と下半身を持つ怪物。石化ブレスや小蛇召喚で攻撃してくる。
フロストキング
氷の城の王。凍結させる氷を発生させたりツララを落としたりするが、1発1発の火力はあまり高くない。
ペインターボス
頭部が工具箱でオーバーオールを着た画家のようなキャラ。自身は絵を描くだけだが、描いた絵は実体化して体当たりで攻撃してくる。絵に当たると爆発する。
アンデッドサイクロプス
ネクロマンサーにより蘇生させられたサイクロプス。棺桶で殴ったり、火球を飛ばしたり、白骨化したコーンヘッドボスに攻撃させたりする。
ネクロマンサー
羽の生えた黒騎士。ボスの中では唯一使用可能なキャラだが、自分で使う時は空を飛ぶことが出来ない。ネクロマンサーと戦う部屋は今までの雑魚敵の死体で埋め尽くされており、それを再生して戦わせてくる。ネクロマンサー自身はスケルトンを魔法攻撃として使用する。
水晶の欠片
そのまま水晶の欠片。プレイヤーに向かって飛来して地面に刺さった後、浮かび上がるのを繰り返すだけ。
イビルウィザード
ラスボス。物理か魔法を反射するバリアを使う形態、風船のような形態、蜘蛛のような怪物の形態、魔剣を使う形態の4種類、全5形態(風船のみ2回ある)で襲い掛かってくる。

### その他
ゲーム中に登場しなかったり戦わなかったりしたキャラクター。
ピンクナイト
桃色の兵士。兜にキスマークが付いている。愛の魔法を使い、虹を発生させたり動物を投げ飛ばしたりする。虹を食らった敵は怯む代わりにピースをする。
鍛冶屋
ゲーム中に登場する鍛冶屋とは違い、紫色の兜を装備している。巨大なカエルを召喚したり燃えるハンマーを投げたり出来る。
ハッティ
「BattleBlockTheater」に登場する難破船の船長。お金の魔法を使い、黄金の鯨を召喚して金塊を降らせたり、エメラルドを飛ばしたり出来る。

## アニマルオーブ
オーブの様に丸っこい動物達。各地に点在しており1度に1匹しか連れて行けないが、1度連れた事のあるアニマルオーブは鍛冶屋の横にある小屋でいつでも連れて行ける様になる。
アウレット（Owlet）
雀と梟を足して2で割ったようなアニマルオーブ。木に隠れている果物を見つけてくれる。
スクラッチ・ポー（Scratchapaw）
虎のアニマルオーブ。素早さに2、攻撃に1のボーナス。
パゾ（Pazoo）
柴犬のアニマルオーブ。隠れたお宝を見つけてくれる。
シーホース（Seahorse）
タツノオトシゴのアニマルオーブ。水中での移動速度が速くなる。実は足が着く川辺でも有効。
カーディナル（Cardinal）
紅冠鳥のアニマルオーブ。アウレット同様木に隠れた果物を見つける他、カーディナルでしか見つけられない物もある。
ジラフィー（Giraffy）
キリンのアニマルオーブ。取得経験値が10％増える。
バイティー・バット（Bietybat）
コウモリのアニマルオーブ。敵のコウモリ同様に噛み付いて、敵の動きを封じてくれる。
フログレット（Frogglet）
鹿のような角が生えたカエルのアニマルオーブ。近くにあるアイテムを回収してくれる。
トロル（Torol）
トロールのアニマルオーブ。7.5秒ごとに最大HPの1％を回復する。
モンキーフェイス（MonkeyFace）
猿のアニマルオーブ。敵を倒したときのアイテムドロップ率が上がる。
チキン（Chicken）
Behemothのロゴでお馴染みの鶏のアニマルオーブ。攻撃と防御と素早さに1のボーナス。
スネイルバート（Snailburt）
カタツムリのアニマルオーブ。防御に5、素早さに-5のボーナス。
ラミー（Rammy）
羊のアニマルオーブ。ガード不能の体当たりで攻撃してくれる。
バイポーラ・ベア（Bi-Polarbear）
ホッキョクグマのアニマルオーブ。残りHPが11以下の(主人とボス敵を除いた)キャラにトドメを刺してくれる。マルチプレイだと他のプレイヤーも対象になる。
イエティ（Yeti）
「Alien Hominid」に登場したイエティのアニマルオーブ。氷属性のダメージを軽減し、凍結の状態異常も防ぐ。
ゼブラ（Zebra）
シマウマのアニマルオーブ。草に隠れている食べ物を見つけてくれる。PS3版のみ素早さに1のボーナス。
ミャーバート（Meowburt）
黒猫のアニマルオーブ。素早さに3のボーナス。
バーリー・ベア（Burlybear）
熊のアニマルオーブ。攻撃に2のボーナス。
ホークスター（Hawlster）
鷹のアニマルオーブ。ダウンした敵に追撃してくれる他、落ちている食べ物を持って来てくれる。
スヌート（Snoot）
象のアニマルオーブ。攻撃に2のボーナス。
ピギー（Piggy）
豚のアニマルオーブ。食べ物での回復量が2倍になる。
スパイニー（Spiny）
トゲトゲの生き物のアニマルオーブ。防御に2のボーナス。
ミスター・バディ（Mr.Buddy）
ドーベルマンのアニマルオーブ。掘る速度が速くなる。
シャーバート（Sherbert）
三毛猫のアニマルオーブ。ジャンプ力が上がる。
ビホルダー（Beholder）
ビホルダーのアニマルオーブ。魔法力に2のボーナス。
インストール・ボール（Installball）
「Alien Hominid」に登場する最初のボスの目玉のアニマルオーブ。光弾（フォートン）で援護攻撃をしてくれる。
ペルター（Pelter）
アザラシのアニマルオーブ。雪玉で援護攻撃をしてくれる。
ドラゴンヘッド（Dragonhead）
ドラゴンのアニマルオーブ。火炎弾で援護攻撃をしてくれる。
GoldenWhale
「BattleBlock Theater」に登場する黄金クジラのアニマルオーブ。不定期に1ゴールドを撒く。

## 制作

### 開発
本作のグラフィックはThe Behemothのリードアーティストであるダン・パラディンが手がけた。
開発チームは、フィールドやキャラクター、プレースホルダーを作成し、最終案において容姿やサイズのテンプレートとして使用した。

パラディンはゲーム・アセットの部分的な演出案をいくつか作成し、そのうちの一つを最終案として採用した 。
パラディンはグラフィックの原案となる部分に大きく関わっている一方、トム・ファルプ（Tom Fulp）はグラフィックの助手として、ボスキャラクターの配下となるキャラクター群のうちの一部を作成した 。
パラディンはインタビューの中で本作の根幹的なところは"River City Ransom"の影響を受けていると述べ、ダメージを受けたときのキャラクターの挙動にそれが現れていると話している 
ファルプも、『ガーディアンヒーローズ』や『ファイナルファイト』、『ダブルドラゴン』といった1980年代から90年代のベルトスクロールアクションゲームの影響を受けていることを認めている 。
音楽の大半はNewgroundsのユーザーが制作したものや、The Behemothと契約した20人以上の個人の楽曲も使用されている ほか、パラディンが作曲した2曲も使われている。
本作のサウンドトラックは2008年9月1日にNewgrounds上で無料で公開された。

### 広報
本作は2005年7月14日に開かれたコミコン・インターナショナルにてYe Olde Side-Scrollerという仮題で発表された 。
このとき、ニンテンドー ゲームキューブ上で動くデモ版が披露されたが、任天堂のゲーム機向けの発売についての言及はなかった 。
翌年2006年に開かれたコミコンにて、"Castle Crashers"という正式名称が発表され、Xbox Live Arcade向けに配信されることが明かされた。
2008年8月27日にXbox 360版が発売された。
2009年7月23日、開発元のThe Behemothは、本作をPlayStation Networkで配信することを明らかにした  。
2010年8月31日、PlayStation 3 版が北米にて発売され、同年11月3日には欧州で発売された。
2012年8月16日には、SteamにてMicrosoft Windows版の配信が行われた。